# José Francisco Sanches Alves
José Francisco Sanches Alves (Lajeosa, Sabugal, diocese da Guarda, 20 de Abril de 1941) é um bispo católico português, sendo actualmente Arcebispo Emérito da Arquidiocese de Évora.

## Biografia
Estudou nos seminários de Guarda e Évora, vindo a ser ordenado sacerdote desta última arquidiocese a 3 de Julho de 1966. Partiu depois para Roma, onde estudou Ciências da Educação e se doutorou em Psicologia na Pontifícia Universidade Salesiana. Foi sucessivamente pároco de Santiago do Escoural, cónego da Catedral, reitor do Seminário e vigário-geral da Arquidiocese de Évora.
Em 7 de Março de 1998 foi nomeado pelo Papa João Paulo II para bispo auxiliar do Patriarcado de Lisboa, com a sede titular de Gerpiniana, recebendo a ordenação episcopal, na Sé eborense, a 31 de Maio desse ano (Solenidade de Pentecostes), presidida por Maurílio Jorge Quintal de Gouveia e teve como co-ordenantes o patriarca José da Cruz Policarpo e o bispo Manuel Madureira Dias. No Patriarcado de Lisboa foi, entre outros cargos, vigário-geral e moderador da Cúria Patriarcal.
Em 22 de Abril de 2004 o Papa João Paulo II nomeou-o bispo de Portalegre-Castelo Branco, diocese onde entrou solenemente a 30 de Maio seguinte.
A 8 de Janeiro de 2008 o Papa Bento XVI nomeou-o arcebispo metropolita de Évora, tendo entrado solenemente na arquidiocese no dia 17 de Fevereiro seguinte.
No dia 26 de Junho de 2018, memória litúrgica de São José Maria Escrivá de Balaguer, foi nomeado o seu sucessor pelo Papa Francisco. D. Francisco José Villas-Boas Senra de Faria Coelho sucede-lhe, mantendo-se como Administrador Apostólico até à entrada solene e tomada de posse da Arquidiocese de Évora, que aconteceu a 2 de setembro de 2018.